# Кусама (Юкатан)
Кусама́ (исп. Cuzamá) — посёлок в Мексике, штат Юкатан, входит в состав одноимённого муниципалитета и является его административным центром. Численность населения, по данным переписи 2010 года, составила 3721 человек.

## Общие сведения
Название Cuzamá с майяского языка можно перевести как воды ласточек.
Поселение было основано в доиспанский период, а первое упоминание относится только к 1710 году, когда оно перешло в управление дону Альфонсо де Аранда и Агуайо, и дону Педро де Меските. В XVI веке был построен храм Святой Троицы.